# Mustafa Dok
Mustafa Dok (* 1971 in Vezirköprü, Türkei) ist ein deutsch-türkischer Regisseur und Filmproduzent.

## Werdegang
Mustafa Dok wurde in der Türkei geboren und lebt in Deutschland.
In den Jahren 1999 und 2000 absolvierte er eine Kameraausbildung im Medienhaus in Essen und studierte anschließend an der UDK im Fachbereich Gesellschaft- und Wirtschaftskommunikation.
Seit 1998 ist Dok in der internationalen Filmbranche tätig. Unter anderem arbeitete er als Assistent und Manager für Filmproduktionsseminare gemeinsam mit Joachim von Vietinghoff an verschiedenen Orten in der Türkei. 2007 nahm er an der Berlinale Talentcampus teil.
Dok ist Mitbegründer der Filmproduktion mpool und war dort von 2004 bis Ende 2007 tätig. Seit 2008 leitet er die Bredok Filmproduction. Er hat mehrere 
Kinofilme mit der UFA für das ZDF in Istanbul und einen Fernsehspielfilm als ausführender Produzent (SOKO Leipzig „Istanbul Connection“ 90) produziert. 2014 ko-produzierte er den Film Winterschlaf von Nuri Bilge Ceylan. Winterschlaf wurde 2014 in Cannes mit der Golden Palme ausgezeichnet.